# زیمنس انرژی
بخش انرژی زیمنس (انگلیسی: Siemens Energy Sector) در روز ۱ ژانویه ۲۰۰۸ تأسیس شد و یکی از ۴ بخش شرکت زیمنس است.

## محصولات
- توربین بخار
- توربین گازی
- توربین بادی
- مدارشکن قدرت
- ترانسفورماتور